# Michael Arias
Michael Arias (Los Angeles, 2 febbraio 1968) è un regista, produttore cinematografico ed effettista statunitense attivo principalmente in Giappone.
Sebbene abbia lavorato come effettista, sviluppatore di software di animazione e produttore, Arias è meglio conosciuto per il suo debutto alla regia, del film d'animazione Tekkonkinkreet - Soli contro tutti, che lo ha reso il primo regista non giapponese di un importante lungometraggio anime.

## Filmografia
- Tekkonkinkreet - Soli contro tutti (2006)

- Heaven's Door (2009)
- Harmony, co-regia con Takashi Nakamura (2015)